# Faist
Faist este o companie britanică producătoare de componente pentru infrastructura telecom și industria auto.

## Faist în România
Grupul a intrat pe piața din România în anul 2005 și deține firmele:
- Faist Mekatronic care produce la Oradea piese turnate din aluminiu
- Faist Metalworking din Oradea (producător de construcții metalice și părți componente ale structurilor metalice)
- Faist România din Topoloveni, județul Argeș (producător de piese și accesorii pentru autovehicule și motoare)

### Faist Mekatronic
Faist Mekatronic produce la Oradea piese turnate din aluminiu, având proiecte atât pentru infrastructura de telefonie mobilă, pentru  Ericsson, cât și proiecte în industria auto pentru companiile Mahle, Borg Warner, Hella, Kahrein, Ina Schaeffler, Konsberg, Brose sau grupul Magna.
Număr de angajați în 2014: 868 
Cifra de afaceri în 2014: 65,9 milioane de euro 